# Єнін (село)
Єнін (пол. Jenin, нім. Gennin) — село в Польщі, у гміні Боґданець Ґожовського повіту Любуського воєводства.
Населення — 1623 особи (2011).

## Демографія
Демографічна структура станом на 31 березня 2011 року:
|          | Загалом | Допрацездатний вік | Працездатний вік | Постпрацездатний вік |
| -------- | ------- | ------------------ | ---------------- | -------------------- |
| Чоловіки | 800     | 164                | 561              | 75                   |
| Жінки    | 823     | 173                | 488              | 162                  |
| Разом    | 1623    | 337                | 1049             | 237                  |